# Sin filtro
Sin filtro es un programa televisivo mexicano de emisión semanal dedicado a la discusión política. Fue moderado por el politólogo Genaro Lozano y ahora por la politóloga Natalia Sánchez. Se transmite actualmente a través de la cadena mexicana Foro TV. Los panelistas son estudiantes universitarios, algunos de ellos ex simpatizantes del Movimiento YoSoy132.

## Presentación
El 23 de octubre de 2012, el consorcio mediático Televisa presentó un avance a través de su página de Internet, donde se anuncia el nuevo programa Sin filtro. En el video aparecen como panelistas algunos jóvenes que simpatizaron con el Movimiento YoSoy132.

### Reacciones
En Twitter se asumió una aguda crítica y rechazo hacia la emisión. También a través de dicha red social, el Movimiento YoSoy132 se deslindó y se pronunció en contra de este programa; asimismo, los participantes de Sin filtro han rechazado pertenecer aún al mencionado movimiento político-estudiantil. En tanto, el dueño de Televisa, Emilio Azcárraga Jean, se pronunció al respecto, declarando: 

Cuando abrimos, porque abrimos.. Cuando no abrimos, porque no abrimos.. Yo a favor de la apertura #SinFiltro (sic)

Las críticas fueron  especialmente duras en contra de Antonio Attolini Murra, quien fue vocero de la asamblea del ITAM afín al movimiento YoSoy132.
Otra crítica que recibió el programa era que los panelistas eran inicialmente fijos y solo provenían de escuelas privadas, con lo cual no se logra que se manifiesten distintos puntos de vista de forma imparcial.
El programa sigue transmitiéndose desde 2012, ya sin el elenco original y con la participación semanal de estudiantes y jóvenes de distintas universidades. De igual manera, desde 2013 Sin Filtro empezó a viajar a los estados de la República para grabar mesas relacionadas con los temas de los estados que ha visitado, entre ellos Aguascalientes, Coahuila, San Luis Potosí, Nuevo León, Zacatecas y Jalisco.

### Estreno
El primer programa se emitió el 28 de octubre de 2012. En la mesa de opinión, el tema central fue la «democratización de los medios de comunicación masiva», uno de los principales temas de la agenda del Movimiento YoSoy132. En el mismo espacio, algunos de los participantes afirmaron ser víctimas de intimidación en redes sociales por parte de algunos de sus detractores.